# Kratos XQ-58 Valkyrie
El Kratos XQ-58 Valkyrie es un vehículo aéreo no tripulado (UCAV) en desarrollo para la Fuerza Aérea de los Estados Unidos (USAF). El Valkyrie completó con éxito su primer vuelo el 5 de marzo de 2019 en el campo de pruebas de Yuma (Arizona).

## Objetivos de diseño
El XQ-58 Valkyrie se encuentra dentro de la cartera del LCAAT (Tecnología de Aeronaves Atribuibles de Bajo Costo) del Laboratorio de Investigación de la USAF (AFRL), cuyos objetivos incluyen diseñar y construir vehículos aéreos de combate no tripulados (UCAV) más rápido mediante el desarrollo de mejores herramientas de diseño, y la maduración y el aprovechamiento de los procesos de fabricación comercial para reducir tiempo de construcción y costo. El papel del LCAAT es escoltar al F-22 o F-35 durante las misiones de combate y poder desplegar armas o sistemas de vigilancia.
El XQ-58 fue diseñado para actuar como «compañero leal» controlado por un avión principal para realizar tareas de exploración o absorber el fuego enemigo si es atacado. También debe poder desplegarse como parte de un enjambre de drones, con o sin control directo del piloto.
Cuenta con tecnologías furtivas con un fuselaje trapezoidal con borde afilado, cola en V y un conducto en forma de S.
El primer vuelo tuvo lugar aproximadamente 2,5 años después de la adjudicación del contrato. Se planean un total de cinco vuelos de prueba en dos fases para evaluar la funcionalidad del sistema, el rendimiento aerodinámico y los sistemas de lanzamiento y recuperación.

## Especificaciones técnicas
Referencia datos: 

### Características generales
- Tripulación: No tripulado
- Longitud: 8,8 m
- Envergadura: 6,7 m

### Rendimiento
- Velocidad máxima operativa (Vno): 2471,5 km/h
- Alcance: 3941 km
- Techo de vuelo: 13 715 m

### Armamento
- Puntos de anclaje: 8 para cargar una combinación de:  
  - Bombas: JDAM, GBU-39
  - Otros: 2  bodegas para armas, llevando hasta 4400 lb (2000 kg) de explosivos

### Aeronaves similares
- General Atomics Avenger
- EADS Barracuda
- AVIC Cloud Shadow
- Sujói S-70 Ojotnik

### Secuencias de designación
- Secuencia _Q-_ (Vehículos aéreos no tripulados estadounidenses, 1962-presente): ← Q-25 - Q-26 - Q-27 - Q-58 - Q-72 - Q-170 - Q-180

### Listas relacionadas
- Anexo:Vehículos aéreos no tripulados
- Anexo:Aeronaves de la Fuerza Aérea de los Estados Unidos (históricas y actuales)